# Polystichum woronowii x lobatum
Polystichum woronowii x lobatum là một loài dương xỉ trong họ Dryopteridaceae. Loài này được Fomin in Kusn. & al. mô tả khoa học đầu tiên năm 1911.
Danh pháp khoa học của loài này chưa được làm sáng tỏ. 